# Колумбус (Небраска)
Колумбус (англ. Columbus) — місто (англ. city) в США, адміністративний центр Платт штату Небраска. Населення — 24 028 осіб (2020).

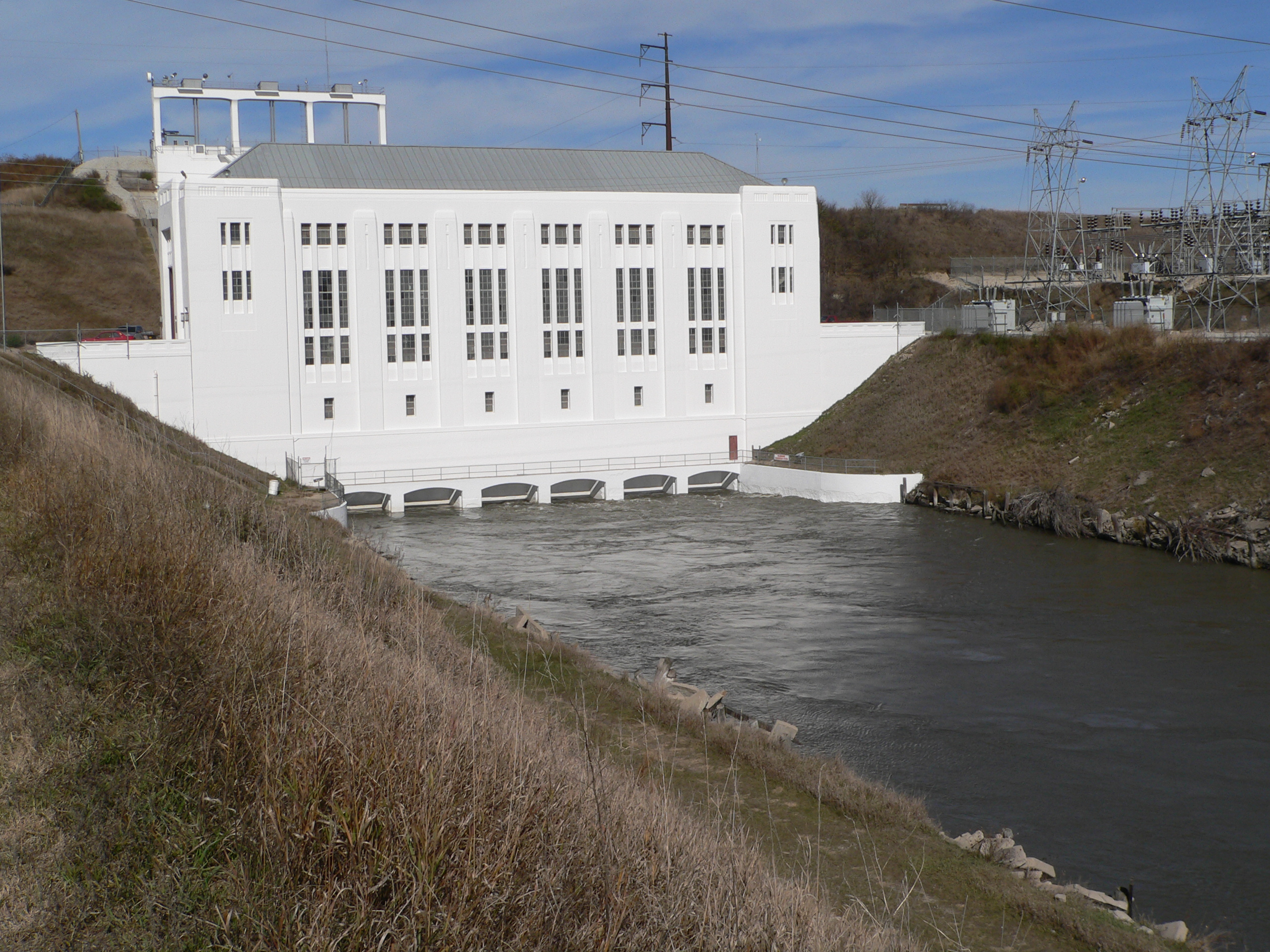
ГЕС поруч з містом

## Географія
Колумбус розташований за координатами 41°26′8″ пн. ш. 97°21′18″ зх. д. / 41.43556° пн. ш. 97.35500° зх. д. (41.435675, -97.354867).  За даними Бюро перепису населення США в 2010 році місто мало площу 26,11 км², з яких 25,50 км² — суходіл та 0,60 км² — водойми.

### Клімат
| Клімат : Колумбус                                       | Клімат : Колумбус | Клімат : Колумбус | Клімат : Колумбус | Клімат : Колумбус | Клімат : Колумбус | Клімат : Колумбус | Клімат : Колумбус | Клімат : Колумбус | Клімат : Колумбус | Клімат : Колумбус | Клімат : Колумбус | Клімат : Колумбус | Клімат : Колумбус |
| Показник                                                | Січ.              | Лют.              | Бер.              | Квіт.             | Трав.             | Черв.             | Лип.              | Серп.             | Вер.              | Жовт.             | Лист.             | Груд.             | Рік               |
| Абсолютний максимум, °C                                 | 21,1              | 25,0              | 33,3              | 37,8              | 39,4              | 42,8              | 46,1              | 43,9              | 40,6              | 35,6              | 29,4              | 25,6              | 46,1              |
| Середній максимум, °C                                   | 0,2               | 2,8               | 9,5               | 17,1              | 23,0              | 28,5              | 31,6              | 30,3              | 25,7              | 18,9              | 9,6               | 2,3               | 16,7              |
| Середній мінімум, °C                                    | −11,2             | −9,1              | −3,1              | 3,6               | 9,8               | 15,3              | 17,9              | 16,9              | 11,5              | 4,7               | −2,9              | −8,7              | 3,8               |
| Абсолютний мінімум, °C                                  | −33,9             | −33,9             | −26,1             | −15,6             | −5,6              | 1,1               | 5,0               | 2,8               | −4,4              | −14,4             | −25,6             | −31,7             | −33,9             |
| Норма опадів, мм                                        | 14                | 20                | 37                | 66                | 104               | 111               | 84                | 84                | 71                | 46                | 27                | 19                | 683               |
| ------------------------------------------------------- | ----------------- | ----------------- | ----------------- | ----------------- | ----------------- | ----------------- | ----------------- | ----------------- | ----------------- | ----------------- | ----------------- | ----------------- | ----------------- |
| Джерело: https://wrcc.dri.edu/cgi-bin/cliMAIN.pl?ne1825 |                   |                   |                   |                   |                   |                   |                   |                   |                   |                   |                   |                   |                   |

## Демографія
Згідно з переписом 2010 року, у місті мешкало 22 111 особа в 8874 домогосподарствах у складі 5811 родини. Густота населення становила 847 осіб/км².  Було 9322 помешкання (357/км²).
Расовий склад населення:
| - 88,1 % — білих - 0,9 % — корінних американців - 0,5 % — чорних або афроамериканців - 0,5 % — азіатів - 8,2 % — осіб інших рас |

До двох чи більше рас належало 1,8 %. Частка іспаномовних становила 16,3 % від усіх жителів.
За віковим діапазоном населення розподілялося таким чином: 26,4 % — особи молодші 18 років, 58,3 % — особи у віці 18—64 років, 15,3 % — особи у віці 65 років та старші. Медіана віку мешканця становила 37,1 року. На 100 осіб жіночої статі у місті припадало 97,8 чоловіків;  на 100 жінок у віці від 18 років та старших — 94,7 чоловіків також старших 18 років.
Середній дохід на одне домашнє господарство  становив 61 254 долари США (медіана — 52 579), а середній дохід на одну сім'ю — 73 665 доларів (медіана — 64 008). Медіана доходів становила 40 393 долари для чоловіків та 31 515 доларів для жінок. За межею бідності перебувало 9,0 % осіб, у тому числі 12,5 % дітей у віці до 18 років та 8,6 % осіб у віці 65 років та старших.
Цивільне працевлаштоване населення становило 12 155 осіб. Основні галузі зайнятості: виробництво — 28,6 %, освіта, охорона здоров'я та соціальна допомога — 18,5 %, роздрібна торгівля — 10,2 %, будівництво — 8,2 %.